# Hrad na Zámeckém vrchu u Trutnova
Hrad na Zámeckém vrchu u Trutnova je zaniklý hrad, který stával v severní části Zámeckého kopce u soutoku Úpy, Ličné a Petříkovického potoka, nedaleko Poříčí, místní části Trutnova. Dějiny a podoba hradu jsou neznámé, ale díky své poloze umožňoval kontrolu cest, které vedly údolím Úpy a ostatních potoků.

## Historie
Historii ani jméno hradu neznáme. Zakladateli byli pravděpodobně ve druhé polovině třináctého století páni ze Švábenic, kteří hrad postavili jako opěrný bod svých kolonizačních aktivit. Když na přelomu třináctého a čtrnáctého století opustili Trutnovsko, zbytečný hrad zanikl. První písemná zmínka o něm pochází až z roku 1794, kdy už byl pustý. V roce 1868 při výstavbě železniční trati Jaroměř–Trutnov byla většina hradu nenávratně zničena včetně zbytků zdiva. Jeho pozůstatky identifikoval v roce 1972 Vladimír Wolf. Roku 1936 na hradě nalezl Emil Gebauer keramický zlomek z jemně šedého materiálu.
V minulosti stávala nedaleko vesnice Ostrožnice zmiňovaná roku 1260, jejíž název bývá odvozován od palisády kolem hradu.[zdroj⁠?!]

## Stavební podoba
Hrad svou podobou připomíná blízký Rechenburk. Hradní areál byl dvacet až třicet metrů široký a devadesát až sto metrů dlouhý. Dochovaly se z něj pouze málo patrné náznaky dvojice příkopů a valů.